# Olza (râu)
Olza (în cehă Olše, în germană Olsa) este un râu din Cehia și Polonia, afluent de dreapta al râului Oder. Curge prin voievodatul Silezia din Polonia și prin Regiunea Moravia-Silezia din Cehia. Are o lungime de 89,1 kilometri (55,4 mi). Râul formează o parte semnificativă a graniței de stat ceho-poloneze. Bazinul său hidrografic are o suprafață de 1.107 kilometri pătrați (427 mi2).

## Etimologie
Numele său este derivat din cuvântul protoslav *oliga*, care are sensul de „un râu cu multă apă”.
Originea numelui a fost demonstrată în 1900 de lingvistul și scriitorul ceh Vincenc Prasek⁠(d) și a fost confirmată de diverse studii etimologice din secolul al XX-lea.
S-a vehiculat, de asemenea, o teorie conform căreia numele său este un derivat al germanicului Aliza, care are sensul de „curgere”.
Cea mai veche mențiune scrisă despre râul Olza apare într-o scrisoare a ducelui Mieszko din anul 1290.
Râul a fost ulterior menționat într-un document scris din 1611 sub numele de Oldza.
La sfârșitul secolului al XIX-lea, odată cu ascensiunea naționalismului în masă, atât activiștii polonezi, cât și cei cehi au susținut că numele Olza nu era suficient de polonez, pe de o parte, și insuficient de ceh, pe de altă parte.
Localnicii au folosit întotdeauna numele Olza, indiferent de originea lor națională sau etnică. Cu toate acestea, administrația centrală din Praga a considerat Olza un nume polonez și, când cea mai mare parte a râului a devenit parte a Cehoslovaciei în 1920, a încercat să-i dea numele sub forma sa cehă, Olše. Cu toate acestea, un anumit grad de dualism al denumirii s-a menținut până în anii 1960, când Administrația Centrală de Stat pentru Geodezie și Cartografie a decis că singura formă oficială în Cehia este Olše. Acest nume ceh modern are sensul literalmente de „arin” în limba cehă.

## Geografie

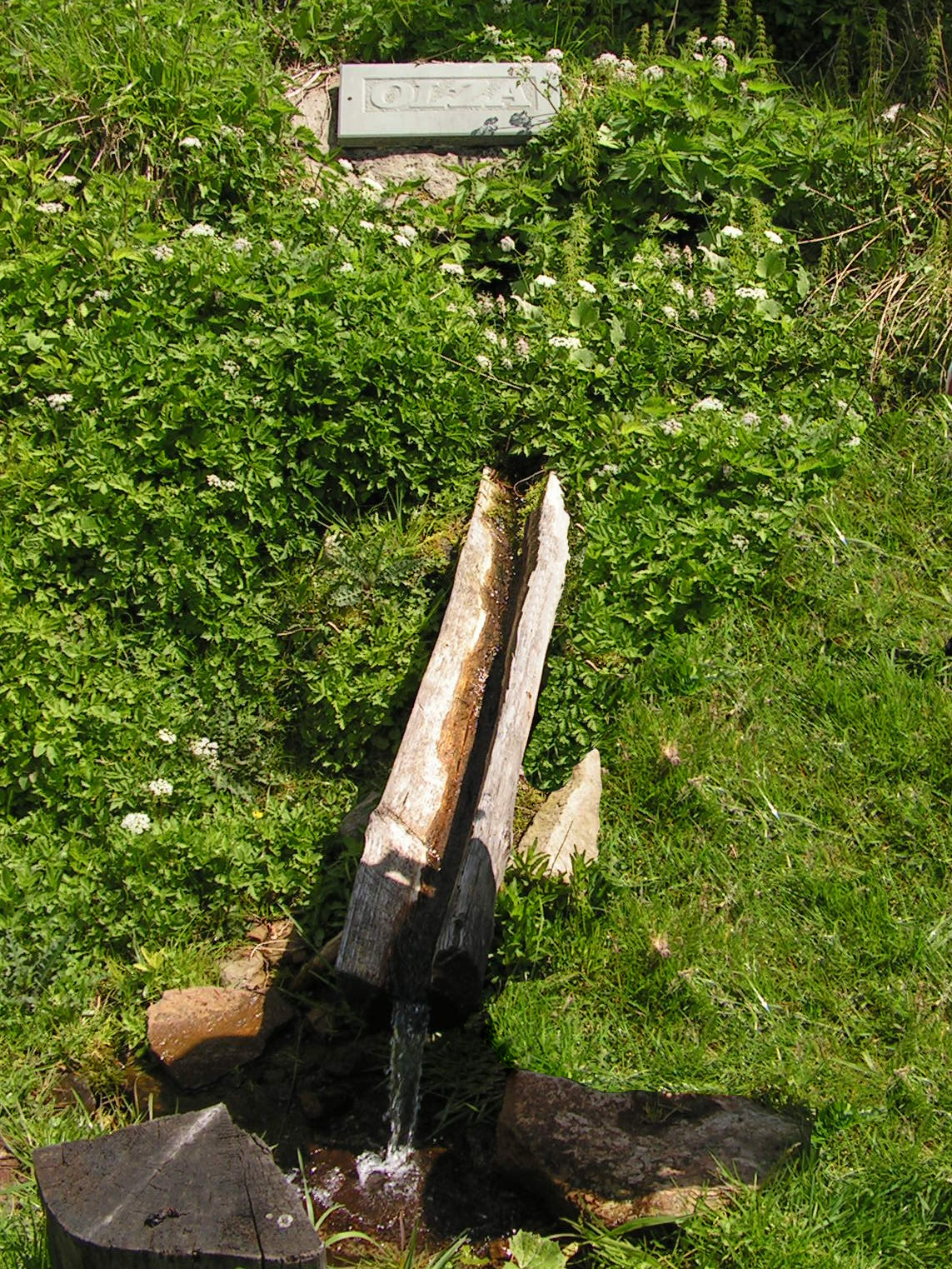
Izvorul râului Olza

Olza își are izvorul pe teritoriul comunei Gmina Istebna⁠(d) din Munții Beschizi (Beskydy) din Silezia, la o altitudine de 842 m (2.762 ft) deasupra nivelului mării și curge până la granița ceho-poloneză în Bohumín⁠(d) / Gorzyce, unde se unește cu râul Oder la o altitudine de 190 m (620 ft). Bazinul său hidrografic are o suprafață de 1.107 kilometri pătrați (427 mi2), din care 636,1 kilometri pătrați (245,6 mi2) se află în Cehia. Debitul mediu la gura sa de vărsare este 15 m3/s.
Olza formează două secțiuni ale graniței de stat ceho-poloneze cu o lungime totală de 25,3 kilometri (15,7 mi). Lungimea sa variază în funcție de surse. Conform celor mai recente măsurători oficiale, partea cehă a râului (inclusiv granița de stat ceho-poloneză) are o lungime de 73,1 kilometri (45,4 mi). Lungimea secțiunii poloneze a râului până la prima trecere a frontierei de stat este de obicei declarată ca fiind de 16 kilometri (10 mi), ceea ce înseamnă că, după ultimele măsurători, râul are o lungime totală de 89,1 kilometri (55,4 mi). Cu toate acestea, pe baza măsurătorilor mai vechi, lungimea totală a râului declarată este de 86,2 kilometri (53,6 mi), 83 kilometri (52 mi) sau chiar 99 kilometri (62 mi).
Cei mai lungi afluenți ai râului Olza sunt:
| Nume afluent         | Lungime (km) | Km de râu | Afluent de |
| -------------------- | ------------ | --------- | ---------- |
| Stonávka             | 33,7         | 19,7      | stânga     |
| Petrůvka / Pietrówka | 31,4         | 12,8      | dreapta    |
| Szotkówka            | 21.3         | 10.2      | dreapta    |
| Lomná                | 17,6         | 64,2      | stânga     |
| Ropičanka            | 16,5         | 38,7      | stânga     |
| Tyra                 | 13.0         | 45,9      | stânga     |
| Bobrówka             | 12.7         | 35.1      | dreapta    |
| Hluchová             | 12.6         | 55,3      | dreapta    |
| Kopytná              | 11.7         | 55,2      | stânga     |
| Lutyňka              | 10.7         | 3.3       | stânga     |

## Curs

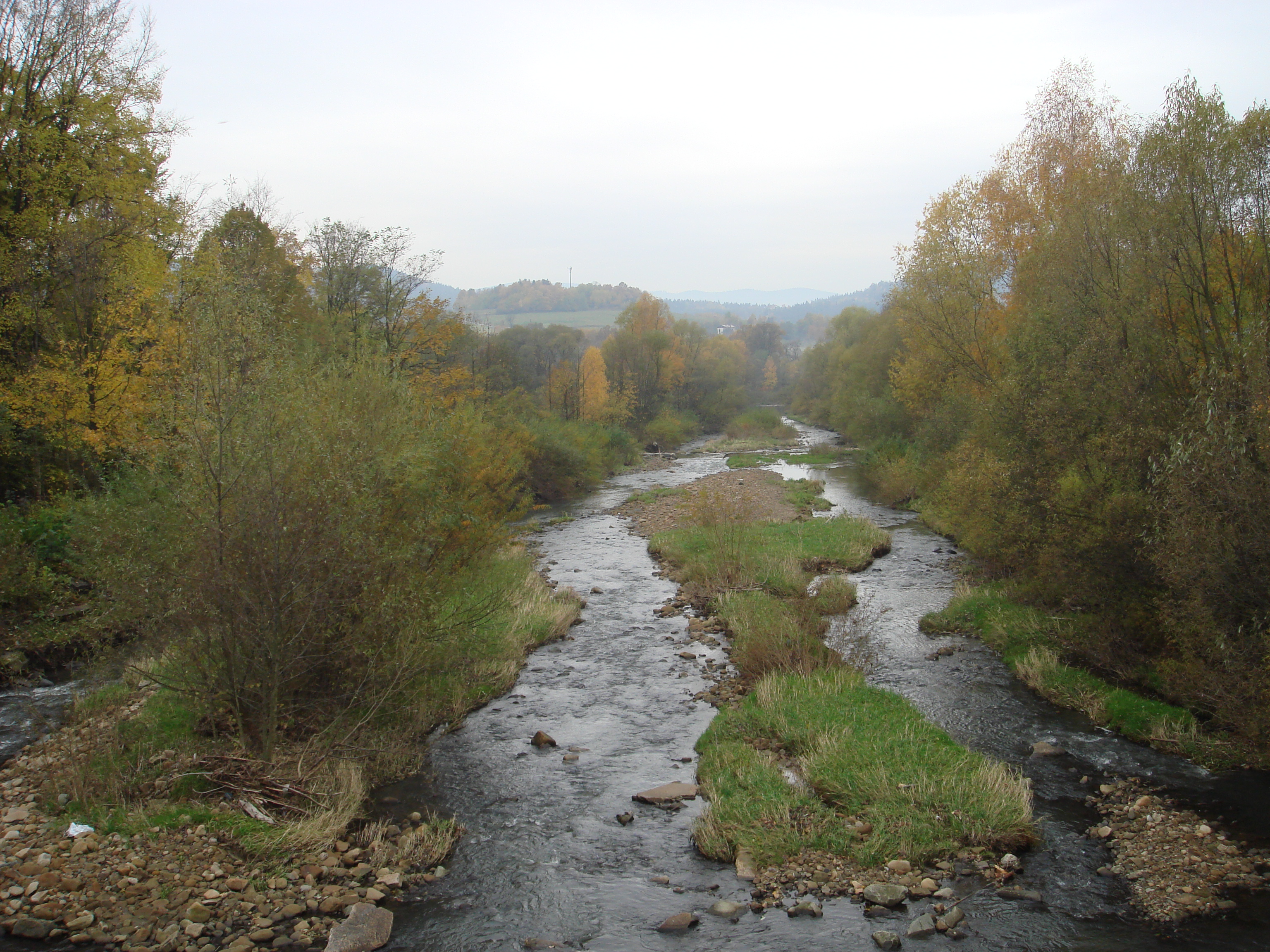
Cursul superior al râului Olza la Bukovec

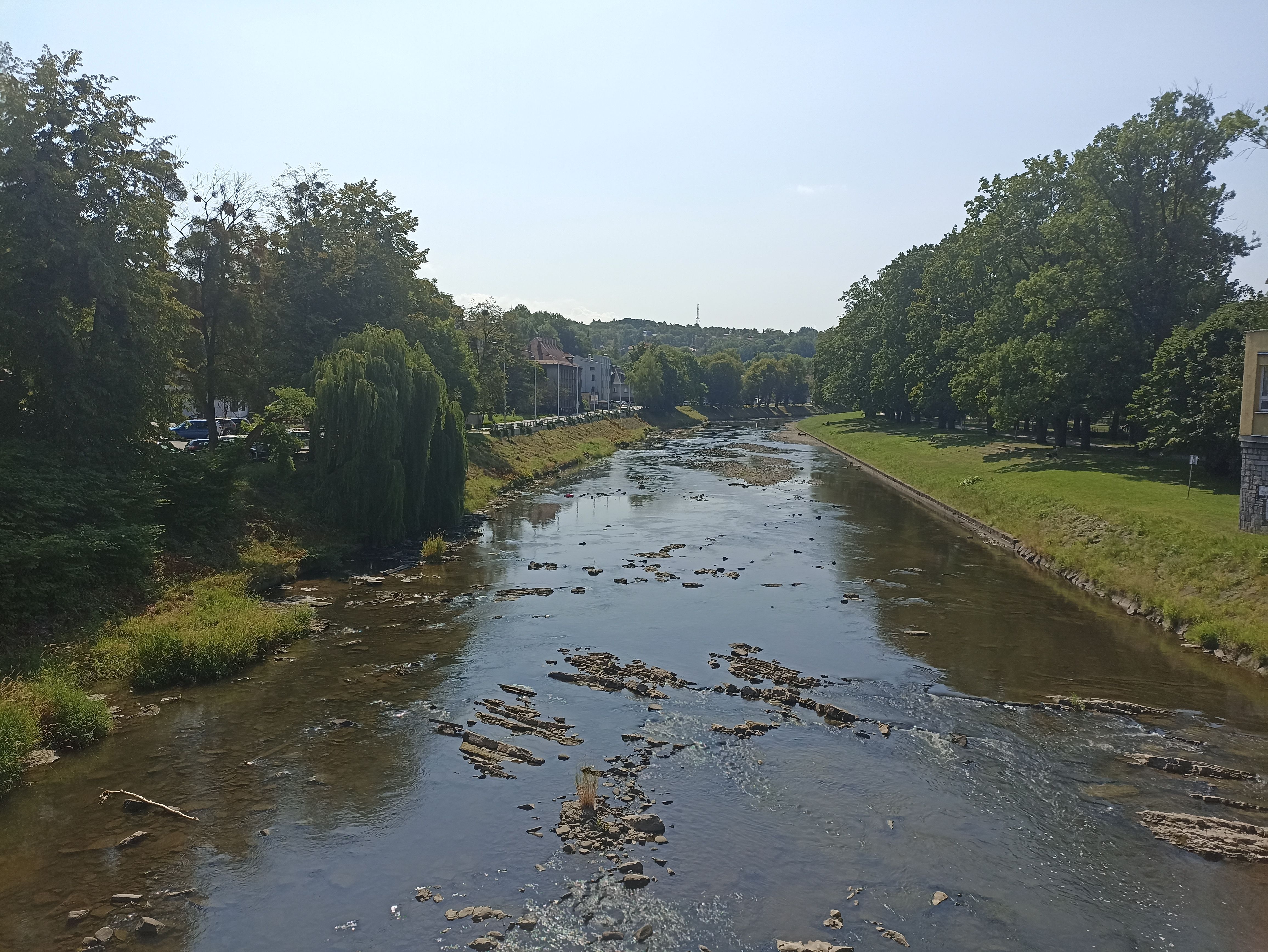
Olza formând granița dintre Cieszyn și Český Těšín. Cele două localități au format un singur oraș până la destrămarea Imperiului Austro-Ungar.

Râul curge prin teritoriul comunei Istebna⁠(d) din Polonia, apoi traversează granița ceho-polonă și curge prin teritoriile comunelor cehe Bukovec, Písek, Jablunkov, Návsí⁠(d), Hrádek, Bystřice, Vendryně⁠(d), Třinec și Český Těšín. Aici începe să formeze granița de stat în Cieszyn, Pogwizdów și Kaczyce pe partea poloneză și Chotěbuz⁠(d) pe partea cehă. Râul continuă apoi prin teritoriile comunelor cehe Karviná, Dětmarovice⁠(d) și Petrovice u Karviné⁠(d) înainte de a începe să formeze din nou granița de stat, până la gura sa de vărsare. În această secțiune, curge de-a lungul teritoriilor comunelor Godów⁠(d) și Gorzyce din Polonia și Dolní Lutyně⁠(d) și Bohumín⁠(d) din Cehia.

## Corpuri de apă
Bazinul hidrografic al râului din partea cehă conține 690 de corpuri de apă. Cel mai mare dintre ele acestea lacul de acumulare Těrlicko, care are o suprafață de 268 ha (660 acri), construit pe afluentul râului, Stonávka⁠(d), între 1955–1964.

## Cultură
Râul Olza este un simbol al regiunii Transolza, care se află pe malul său vestic și formează o parte din jumătatea vestică a regiunii istorice Silezia Cieszynului. 
Râul este descris în versurile imnului neoficial al acestei regiuni și al polonezilor locali, Płyniesz Olzo po dolinie⁠(d) („Tu curgi, Olza, la vale”), imn scris de profesorul polonez Jan Kubisz⁠(d) (1848 – 1929) din Hnojník⁠(d). A fost publicat în 1889 ca „Nad Olzą“ („Pe Olza”), parte a colecției de poezie Śpiewy starego Jakuba („Cântecele bătrânului Iacov”).

## Faună
Printre animalele protejate care trăiesc în râu se numără cicarul, beldița, zglăvoaca și zglăvoaca răsăriteană. Păstrăvul de munte și lipanul se găsesc frecvent în râu.
Printre animalele protejate care trăiesc pe malurile râurilor se numără vidra eurasiatică și pescărușul albastru comun.

## Turism
Râul Olza este potrivită pentru turismul fluvial. Este navigabil în cea mai mare parte a anului.
Cea mai mare parte a lungimii râului este potrivită chiar și pentru vâslașii mai puțin experimentați.